# Jemyma Betrian
Jemyma Betrian (ur. 24 stycznia 1991 r. w Willemstad w Curaçao) – holenderska bokserka, brązowa medalistka mistrzostw świata. Występowała w kategorii do 57 kg. W przeszłości uprawiała również kick-boxing i boks tajski.

## Kariera
W 2018 roku zdobyła brązowy medal na mistrzostwach świata w Nowym Delhi w kategorii do 57 kg. W 1/8 finału pokonała przez nokaut Koreankę Im Ae-ji. Później pokonała Włoszkę Alessię Mesiano, a w walce o finał przegrała z Ornellą Wahner z Niemiec.
W czerwcu następnego roku zdobyła brązowy medal podczas igrzysk europejskich w Mińsku. W półfinale przegrała niejednogłośnie z Stanimirą Petrową z Bułgarii.